# Усов, Фёдор Николаевич
Фёдор Николаевич Усов (1840—1888) — полковник, атаман 1-го отдела Сибирского казачьего войска, писатель.

## Биография
По происхождению сибирский казак, Усов по окончании курса в Омском кадетском корпусе, служил в штабе Сибирского генерал-губернатора офицером для особых поручений и неоднократно бывал в военных походах в степи.
Значительную часть своей служебной деятельности Усов посвятил Сибирскому казачьему войску; генерал-губернаторы Казнаков, Мещеринов и Колпаковский часто возлагали на него поручения, касающиеся хозяйственной и экономической деятельности  казачьего войска. Служебной вершиной Усова были чин полковника и должность атамана 1-го отдела Сибирского казачьего войска.
Высочайшим повелением по распоряжению министра внутренних дел № 1213 от 8 мая 1868 года «За участие в злонамеренных действиях компании лиц, стремившихся к низвержению существующего порядка управления Сибирью и её отделению от России» был сослан под надзор полиции в Повенец, откуда по предписанию олонецкого губернатора № 2259 от 3 июня 1869 года был переведен в Каргополь. В феврале 1872 г. получил разрешение возвратиться на родину к отцу, в Семипалатинскую область, впоследствии был восстановлен во всех правах и преимуществах по службе.
Большую известность Усову принесла его общественная и научно-литературная деятельность, он был секретарем Западно-Сибирского отдела Императорского Русского географического общества.
Усов скончался 21 сентября 1888 г. в станице Кокчетавской.

## Основные труды Усова
- Отчет о состоянии Сибирского казачьего войска в 1876 г. Омск, 1877 (Главным управлением казачьих и иррегулярный войск Главного штаба был признан образцовым и разослан в другие казачьи войска в качестве примера для подражания).
- Статистическое описание Сибирского казачьего войска. СПб., 1879
- Справочная книжка о Сибирском казачьем войске. Тюмень, 1873
- Очерки по истории Сибирского казачьего войска // «Акмолинские губернские ведомости» за 1882 и 1883 гг.
- Хронологический указатель событий, относящихся к истории Западной Сибири с 1465 по 1881 г. (совместно с Н. Н. Балкашиным[3])
- Исторический очерк Западной Сибири в царствование императора Александра II // «Памятная книжка Западной Сибири» на 1882 г.

Кроме того, Усов поместил ряд статей в периодических изданиях.